# (19393) Davidthompson
(19393) Davidthompson est un astéroïde de la ceinture principale.

## Description
(19393) Davidthompson est un astéroïde de la ceinture principale. Il fut découvert le 27 février 1998 à La Silla par Eric Walter Elst. Il présente une orbite caractérisée par un demi-grand axe de 2,39 UA, une excentricité de 0,06 et une inclinaison de 5,8° par rapport à l'écliptique.

## Compléments